# ترانه‌هایی که برادرهایم به من آموختند
ترانه‌هایی که برادرهایم به من آموختند (انگلیسی: Songs My Brothers Taught Me) یک فیلم درام آمریکایی در سال ۲۰۱۵ به نویسندگی و کارگردانی کلویی ژائو است. همچنین توسط ژائو و فارست ویتاکر تهیه شده است. این فیلم نخستین فیلم سینمایی ژائو است و در کارگاه‌های آموزشی مؤسسه ساندنس ساخته شده است.